# Calea ferată Arad-Oradea
Calea ferată Arad–Oradea este o cale ferată importantă în România,  traversând regiunea Crișana (aflată la vest de Transilvania) prin Câmpia de Vest, și realizând legătura între magistrala 200 și magistrala 300. În prezent face parte din secția CFR 300.

## Istoric
Calea ferată Arad-Oradea a avut o istorie destul de interesantă, fiind rodul, nu a unei legături rapide între două localități primare, ci a situației politico-economice. Calea ferată Arad-Oradea este de fapt formată din mai multe tronsoane de linii, care au fost realizate în perioade diferite. Din cauza apartenenței Transilvaniei în Austro-Ungaria, construcția de căi ferate s-a realizat preponderent de la vest spre est, implicit înspre Budapesta. O cale ferată directă între Arad și Oradea nu era văzută ca o investiție viabilă.
Primul tronson al căii ferate Arad-Oradea este Oradea-Salonta. Inaugurat la 14 septembrie 1871, linia Oradea-Salonta-Kotegyan-Bekescsaba, parte coridorului direct dintre Transilvania și portul Rijeka. Această linie conecta orașele din estul Câmpiei Panonice prin Bekescsaba-Szeged-Sombor și Osijek de porturile de la Marea Adriatică, evitând capitala. Astfel, începând cu acest an se putea realiza legătura feroviară între Arad și Oradea prin Bekescsaba. Importanța acestei linii era majoră deoarece conecta zonele Banatului cu cele ale zonei vestice a Transilvaniei, fiind posibile schimburi de călători și mărfuri.  
Următorul tronson al căii ferate Arad-Oradea a fost Arad-Sântana, inaugurat la 1 februarie 1877 ca parte al căii ferate private Arad-Sântana-Pâncota-Ineu cunoscută ca și linia Arad-Valea Crișului. Sub tutela Societății de căi ferate unite Arad-Cenad, aceasta va fi extinsă gradual, ajungând la Brad în anul 1896. Societatea a executat următoarele căi ferate:  
- Arad-Pecica-Batanya-Mezohegyes-Mako-Szeged, inaugurată în 5 ianuarie 1883
- Mako-Mezohegyes-Ketegyhaza, inaugurată la 23 mai 1883
- Ketegyhaza-Elek-Grăniceri-Chișineu Criș (actuala stație Pădureni Arad), inaugurată la 1 ianuarie 1884
- Chișineu Criș-Nădab-Sântana, inaugurată la 25 decembrie 1887
- Ineu-Cermei, inaugurată la 5 ianuarie 1889

Tratatul de la Trianon din 1918 aduce după sine secționarea rețelei feroviare, acestea fiind împărțită între România și Ungaria. Odată cu instituirea graniței româno-maghiare, călătoria dintre Arad și Oradea, necesita trecerii graniței de două ori. În anul 1923, Căile Ferate Române achiziționează activele Societății de căi ferate unite Arad-Cenad de pe teritoriul țării, printre care și tronsonul Sântana-Nădab.În continuarea acestuia, Căile Ferate Române încep construcția ultimului tronson de cale ferată dintre Arad și Oradea, Nădab-Salonta. Lucrarea de cale ferată de 35 de kilometri a fost începută la 1 septembrie 1921 și a presupus construcția a 63 de podețe și treceri, a două poduri provizorii din lemn peste Crișul Negru respectiv Crișul Alb, a stațiilor Nădab, Chișineu Criș, Zerind,Tămașda și Ciumeghiu. În stația Ciumeghiu s-a făcut joncțiunea cu calea ferată Vașcău-Holod-Tinca, eliminând secțiunea dintre Ciumeghiu și Kotegyan, punctul terminus anterior. Lucrarea în valoare de 50 milioane lei a fost inaugurată la 23 mai 1923. în prezența Generalului Moșoiu și a primului ministru Ion I.C. Brătianu. Este important de menționat că tronsonul Nădab-Salonta este prima cale ferată construită de către Căile Ferate Române pe teritoriul Transilvaniei.

## Situație actuală
Calea ferată Arad-Oradea este formată din linie dublă între Arad și Sântana și electrificată între Arad și halta Utvinișul Nou. Linia este tranzitată de un număr total de 5 perechi de trenuri regio, la care se adaugă trenurile Regio Călători cu destinația Brad.